# Flugfeuer
Mit dem Begriff Flugfeuer bezeichnet man brennende Gegenstände oder Materialien, die durch die thermische Aufwärtsbewegung aufgewirbelt werden, an anderer Stelle niederfallen und damit zur Ausbreitung von Bränden beitragen. Im Unterschied zum Funkenflug sind die Teile und damit auch die Gefahr neuer Brände größer. Beispiele sind brennendes Papier oder Holzspäne, aber auch Laub. Flugfeuer ist eine häufige Ursache der Ausbreitung, z. B. bei Waldbränden. Es können Abstände von mehr als 100 Metern überwunden werden.

## Geschichte
Mit der Bildung von Löschmannschaften in Form von Pflichtfeuerwehren Anfang des 19. Jahrhunderts wurden auch deren Anstellung und Einübung festgelegt, in der auch die Handhabung von Sicherheit und Ordnung im Brandfall beschrieben wurde. So hatte die erste Abteilung auch die Aufgabe, „auf Flugfeuer Acht zu haben, und darauf zu sehen, daß der Zugang zu den Brunnen nicht versperrt werde“. Beispielsweise erließ die herzoglich-nassauische Regierung im November 1826 eine diesbezügliche Verordnung für ihr Herrschaftsgebiet.